# Silvania Zalău
Silvania SA – rumuński producent opon z siedzibą w Zalău. Obecnie należy do koncernu Michelin.

## Historia
W 1977 roku dekretem prezydenckim Nicolae Ceaușescu w Zalău powstała fabryka opon i dętek pod nazwą Silvania.
W 1997 roku rumuńsko-kanadyjska Tofan Grup nabyła od Rumuńskiej Agencji Prywatyzacyjnej 51% udziałów w dwóch państwowych przedsiębiorstwach Victoria SA i Silvana SA.
24 lipca 2002 roku Tofan Grup sprzedała swoje 98.56% udziałów w Silvania SA francuskiej grupie Michelin.